# تحرک اقتصادی

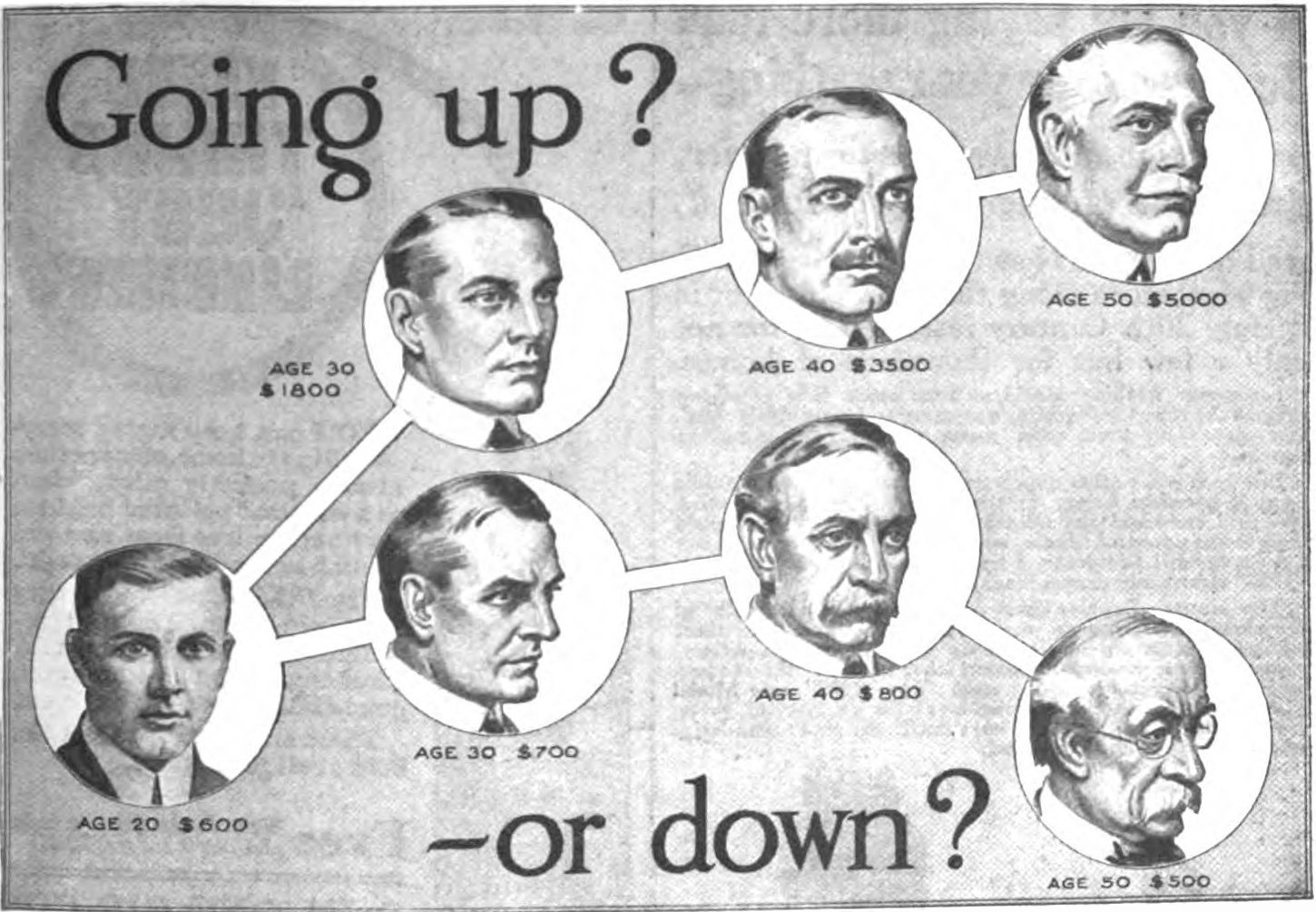
تصویری از یک آگهی در سال ۱۹۱۶ میلادی که برای یک مدرسه فنی و حرفه ای در پشت یک مجله آمریکایی استفاده می‌شده است. آموزش به عنوان یک کلید برای تحرک اقتصادی تلقی شده است و این تبلیغ به باور آمریکایی‌ها در مورد امکان خود-بهبودی و همچنین دوری از تهدید عواقب تحرک اقتصادی نزولی در نابرابری عظیم درآمدی موجود در طول انقلاب صنعتی را هدف قرار داده بود.

تحرک اقتصادی (به انگلیسی:Economic mobility) توانایی یک فرد، خانواده یا گروه دیگری برای بهبود (یا کاهش) وضعیت اقتصادی خود است. تحرک اقتصادی معمولاً بر اساس درآمد سنجیده می‌شود. تحرک اقتصادی اغلب با حرکت بین پنجک‌های درآمدی سنجیده می‌شود. تحرک اقتصادی را می‌توان نوعی تحرک اجتماعی در نظر گرفت که اغلب با تغییر درآمد سنجیده می‌شود.

## انواع تحرک
ایده‌های مختلفی برای یک تعریف و اندازه‌گیری ریاضیاتی از تحرک اقتصادی وجود دارد و هر کدام دارای مزایا و معایبی هستند.
تحرک ممکن است بین نسل‌ها («بین نسلی») یا در طول زندگی یک فرد یا گروه («درون نسلی») باشد. تحرک ممکن است «مطلق» یا «نسبی» باشد.
تحرک بین نسلی درآمد یک فرد (یا گروه) را با درآمد والدینش مقایسه می‌کند. در مقابل، تحرک درون نسلی به حرکت به سمت بالا یا پایین در طول یک حرفه کاری اشاره دارد. تحرک مطلق مستلزم رشد اقتصادی گسترده است و به این سؤال پاسخ می‌دهد که «خانواده‌ها تا چه اندازه درآمد خود را در طول یک نسل بهبود می‌بخشند؟» تحرک نسبی مختص افراد یا گروه‌ها است و بدون ارتباط با اقتصاد به عنوان یک کل اتفاق می‌افتد. تحرک نسبی به این سؤال پاسخ می‌دهد که «ثروت اقتصادی فرزندان چقدر با والدینشان مرتبط است؟» تحرک نسبی یک بازی با مجموع صفر است ولی تحرک مطلق این چنین نیست.
- تحرک مبادله‌ای (به انگلیسی:Exchange mobility)، تحرکی است که از «دوباره بهم آمیختگی» درآمدها در میان فعالان اقتصادی، بدون تغییر در میزان درآمد حاصل می‌شود. برای مثال، در دو فعال اقتصادی نمونه تغییر در توزیع درآمد ممکن است به نحو {۱٬۲}->{۲٬۱} تغییر کند. این یک مورد تحرک مبادله ای محض است: زیرا آنها به سادگی درآمدهای خود را فقط مبادله کرده‌اند. به‌طور کلی، برای مجموعه ای از درآمدهای x i، هر جایگشت x i، تحرک مبادله ای محض را به همراه خواهد داشت. اندازه‌گیری‌های نابرابری (مثلاً ضریب جینی) تحت تحرک مبادله محض تغییر نخواهند کرد.
- تحرک ساختاری (به انگلیسی:Structural mobility)، تحرکی است که از تغییر در تابع توزیع درآمد بدون توجه به هویت فعالان و عوامل اقتصادی ناشی می‌شود. برای دو عامل اقتصادی، تغییر در توزیع درآمد ممکن است به نحو {۱٬۳}->{۲٬۲} باشد. این مورد بسته به تعریف فرد ممکن است شامل تحرک مبادلاتی باشد، اما مطمئناً تحرک ساختاری وجود دارد زیرا شامل یک تغییر ساده درآمدها نمی‌شود.
- تحرک رشدی (به انگلیسی:Growth mobility) تحرکی است که از افزایش درآمد کل ناشی می‌شود. برای دو عامل و فعال اقتصادی، تغییر در توزیع درآمد ممکن است به نحو {۱٬۲}->{۲٬۴} یا شاید {۱٬۲}->{۳٬۵} باشد. تحرک رشدی قطعاً در این موارد مثبت است، زیرا مجموع درآمدها افزایش یافته است.